# Laubeuf-Fjord
Der Laubeauf-Fjord (französisch Fiord Laubeuf) ist ein 40 km langer und durchschnittlich 10 km breiter Sund mit nordsüdlicher Ausrichtung vor der Westküste des Grahamlands im Norden der Antarktischen Halbinsel. Er liegt zwischen dem östlich-zentralen Teil der Adelaide-Insel und dem südlichen Abschnitt der Arrowsmith-Halbinsel und stellt die Verbindung zwischen der Marguerite Bay im Süden und der nördlich liegenden Meerenge The Gullet her.
Dort liegt auch der Quilp Rock.
Entdeckt wurde der Fjord bei der Fünften Französischen Antarktisexpedition (1908–1910) unter der Leitung des Polarforschers Jean-Baptiste Charcot. Dieser benannte ihn nach dem französischen Schiffbauingenieur Maxime Laubeuf (1864–1939), der die Arbeiten beim Bau der Antriebsmaschine für Charcots Forschungsschiff Pourquoi Pas ? beaufsichtigte.